# Vintertagging
Vintertagging (Irpicodon pendulus) är en svampart som först beskrevs av Alb. & Schwein., och fick sitt nu gällande namn av Zdeněk Pouzar 1966. Enligt Catalogue of Life ingår Vintertagging i släktet Irpicodon,  och familjen Amylocorticiaceae, men enligt Dyntaxa är tillhörigheten istället släktet Irpicodon,  och familjen Atheliaceae. Arten är reproducerande i Sverige. Inga underarter finns listade i Catalogue of Life.